# Чайківка (Житомирський район)
Чайківка — село в Україні, у Житомирському районі Житомирської області. Входить до складу Радомишльської міської громади. Населення становить 772 особи.

## Історія
В історичних довідниках немає прямих доказів про його історію та дату заснування. Свідчення того, що з давніх часів у селі була церква дає можливість стверджувати, що село має досить давнє походження. Основний і єдиний матеріал з історії села знаходимо в книзі вченого-дослідника Лаврентія Похилевича, Сказання про населені місцевості Київської губернії,, датованої 1864 роком. Село Чайківка розташоване за 18 кілометрів на південний захід від м. Радомишля. Знаходиться у низинній Поліській площині. На захід від села бере початок рівчак Коробочка, який протікає окрай села, а далі тече поміж сіл Борщів та Верлок, впадаючи в річку Бистріївку, притоку Мики, перед селом Папірнею. В центрі села знаходиться сільська рада, лікарня, клуб, пошта Поштовий індекс села: 12250.Село має регулярне автобусне сполучення з Радомишлем, Житомиром, Києвом. На сучасний стан діє православна церква і євангелицька.
Як зазначено у книзі Л.Похилевича, що з другої половини 18 століття Чайківка належала родині польських поміщиків Михайловських. В 1784 році селом володіла Гонората із Дзербицьких Михайловська ловча Звиногородська. Потім Чайківка з Модилевом і Дітинцем і з 5550 десятинами землі складала власність її внука Леона Станіславовича Михайловського. Жителів в Чайківці було чоловічої і жіночої статі 712. В 1787 році було тільки 247.
Дерев'яна церква на честь святої Трійці була побудована в 1845 році за сприянням тодішнього священика Антонія Гороновського. До неї існувала дерев'яна церква, описана у візиті 1784 року (Радомисльського декана). Ця церква була побудована в 1759 році на місці ще давнішої. За штатами сільських церков Чайківська була зарахована до 5-го класу; землі мала 38 десятин. Чайківський прихід складали такі села:
- Дітинець — лежить 18 кілометрів на північ, як і Чайківка серед лісів. Жителів чоловічої і жіночої статі 202.
- Русанівка — 12 кілометрів від Чайківки, а від Заболоті 8 кілометрів. Жителів — 410. В 1784 році було 123.

Село належало двом поміщикам:
- Стефану Михайловському — 553 десятини р.д.м.п. 67
- Анастасії Гурковській — 782 — 111

До 1839 року до Чайківського приходу зараховувались православні жителі сіл Теклянівки і Борщівської Слободи, але після роз'єднання греко-католицьких церков Теклянівка приєднана до Заньківського, а Слобода до Борщівского приходів. Римо-католиків у всьому приході обох статі 29 осіб.
Після 1795 року Чайківка відійшла до складу Російської імперії і конфесійно стала підпадати православній Російській церкві. До 1795 року майже всі парафії на правобережній Україні належали до греко-католицької церкви. Радомисль був центром греко-католицької церкви і тут знаходилась резиденція греко-католицьких митрополитів. В Україні Росія проводила жорстоку колоніальну політику. Місцевій владі було доручено знищити залишки української культури і зрусифікувати населення. Було впроваджено російську мову в судах і школах. А головна біда яка прийшла — це заведення кріпацтва в українських землях. Російський царизм і Російська православна церква розпочала нищівну війну з віруючими греко-католиками, священиками і дрібною шляхтою. У першу чергу були анульовані привілеї, що свідчили шляхетне походження за Литовським Статутом. Орендарі і власники земельних ділянок були оподатковані величезними податками, котрі не в змозі були сплатити. Церковні будівлі і церковне майно було конфісковано і передано Російській церкві.
Французький історик Данієль Бовуа досліджує стан селянства Київської губернії XIX століття. У своїй книзі «Битва за землю в Україні 1863—1914», що вийшла після розпаду СРСР і переведена на українську мову в 1998 році, він на основі архівів України, Польщі, Росії, дає правдиву оцінку тяжкого стану селянства і дрібної шляхти, критикуючи деякі публікації польських і радянських істориків, які подавали неправдиві свідчення вигідні для тієї політичної ситуації яка була на той час в СРСР.
Ось один із фрагментів книги де прямо наводиться випадок конфліктної ситуації з Чайківським паном Михайловським: «Зауважмо, що марний, але рішучий протест шляхти відзначається значно чіткішими організаційними рисами, ніж селянські заворушення. Визначальною є наявність освічених підбурювачів, які переконують чиншовиків, що право за ними. Ф. Боровському 60 років. Очевидно, він вчився до 1830 р., коли в Україні ще існували польські школи, належні до Віденського навчального округу. У тому ж таки 1872 р. викрито іншого добровільного порадника непокірних чиншовиків сіл Чайківка та Теклянівка з маєтку поляка Михайловського (Радомишльський повіт). Вони таємно збирались у Петра Забродського, якому доручили відвезти їхні вимоги до Санкт-Петербурга, давши на дорогу 60 рублів 69. Ми переконаємося у наївності таких вчинків, але тут важливо підкреслити трагічність ситуації: люди впевнені у своєму праві на землю. Вони ніяк не можуть збагнути, що їхня система відліку, знищена в 1840 р., доживає своє лише завдяки інертності і силі традиції, якої тепер землевласники хочуть позбутися.»
Або: «Послухаймо скаргу Миколая Струтинського, міщанина з с. Буглаків Радомишльського повіту, на свого колишнього пана Корчака-Сивицького. Він пише Київському губернатору Ігнатьєву: „Ваше Превосходительство, батьку наш, зверніть увагу на скандальну проблему чиншовиків у наших околицях… Треба терпіти, але все вже доходить до краю. Нас душать і душать. Право визнане за поміщиками, які роблять все, що їм заманеться. Мій пан хоче моєї погибелі разом з сім'єю, що складається з 10 дітей, дружини та двох стареньких, і йому це, певна річ, вдасться, він має зв'язки серед високопоставлених осіб. Ваше Превосходительство, наш милосердний правителю, захистіть мене, бідного. Додаю одержане мною повідомлення, що 23 жовтня моє майно буде продане за борги поміщикові… Отак мене довели до повної руїни, залишили без шматка хліба, зостається хіба вийти на дорогу разом з усією сім'єю“. Він сподівався, що комісія по чиншових володіннях виправить цю несправедливість…»
B селі Чайківка було декілька вулиць на яких проживали селяни, які були кріпаками місцевого пана. На іншій проживали вільні жителі-міщани, нащадки української шляхти і збідніла чиншовна шляхта, котра платила чинш, тобто податок за землю. За свідченнями багатьох потомків цих родів — це були переселенці, які були переслідувані і гонимі. Їх називали або прозивали литвинами. Литвини — це аборигенне «руське» населення, що внаслідок замкненості сільського життя в минулому й віддаленості від великих адміністративно-політичних і промислових центрів, головних комунікаційних сполучень у новий час залишалося сталим у генетичному відношенні принаймні з часів Київської Русі. Вони стійко зберігали аж до початку XX століття «руську» самосвідомість. Перебуваючи на периферії і водночас перехресті формування східнослов'янських народів, вони називали себе «рускімі». При цьому категорично відмежовувалися від росіян («кацапів», «москалів» — у їхній мові). До назви «литвини» ставилися негативно, вважаючи її образливою. Українська свідомість, як і самоназва «українці», остаточно утвердилася серед жителів півночі України в 20-ті роки XX століття. Прізвищ людей, що проживали в селі на цій вулиці майже не залишилося. Частина з них була репресована, інші в різні роки покинули село. Це Барчиківські, Чернишевичі, Томашевські, Кулаківські, Гринцевичі, Забродські, Севрюки (Севруки), Володкевичі, Пількевичі, Ринкевичі, Лузани та інші. Ще й досі декотрі вихідці із Чайківки за переказами старших поколінь називають себе литвинами. Так називали у свій час жителів Русі, які входили або проживали у Великому Литовському князівстві. Частина білорусів також називались литвинами, а деякі жителі Чернігівщини себе зараховують до етнічної скупини литвинів.
12 листопада 1921 р. під час Листопадового рейду через Чайківку проходила Волинська група (командувач — Юрій Тютюнник) Армії Української Народної Республіки. Тут стався бій групи з об'єднаною командою кінної розвідки 133-ї бригади 45-ї стрілецької дивізії, яка надійшла з Радомишля і розташувалася у північно-західній частині села. Відбивши ворожі атаки, Волинська група рушила далі. У бою було поранено Івана Ремболовича.
Село мало церкву на честь святої Трійці, яку радянська влада намагалася зруйнувати. В 1961 році була вона спалена. Було два кладовища, одне в центрі для місцевих жителів, інше на краю села, яке під час колективізації було знищено. Могили зрівняли з землею, а пам'ятники були використані під фундамент колгоспних будівель. На місці де було кладовище був посаджений колгоспний сад і хмелярна. За радянської влади село зазнало багато утисків з боку керівного апарату, карних органів. Велика частина людей в роки колективізації була вислана до Сибіру, де загинули від хвороб і голоду. В 32-33 році голодомор не пройшов окрай села і залишив значний слід в генофонді села.
Ось одне із свідчень, яку політику проводили Московсько-більшовицькі кати з тисячами українських громадян. Це книга пам'яті Іркутської області. На півночі Російської Федерації, Соловках, Карелії, Біломор-Каналі і подібних регіонах куди були вислані або переселені так звані куркулі в архівах можливо віднайти тисячі подібних свідчень:
Лузан Алексей Александрович:
1893 года рождения
Место рождения: Киевская обл., с. Чайковка; украинец; б/п; работал в Черемховской сельхозартели при райкомендатуре; место проживания: Иркутская обл., с. Черемхово
Арест: 26.05.1938
Осужд. 04.11.1938 тройка при УНКВД Иркутской обл. Обв. по ст. 58-1 «а» УК РРФСР
Расстрел 16.11.1938. Место расстрела: г. Иркутск, Реабилитиация 30.05.1958 определением Военного трибунала ЗабВО, основание: реабилитирован
Источник: Книга памяти Иркутской обл.
У роки громадянської війни і після у селі довгий час стояв військовий спецвідділ бригади М.Котовського, переслідуючи загін отамана Соколовського, та вів бої з армією Тютюнника. За другої світової війни селом проходили з'єднання вермахту, радянські війська, армія генерала Власова. Жителі села Чайківки були призвані в армію і кинуті в бій біля Бородянки без зброї і навіть не маючи військової уніформи. Внаслідок ганебної політики армійського керівництва багато людей загинуло, лишивши сиротами не оду сім'ю.
Протягом 2 світової війни багато Чайківчан були нагороджені орденами і медалями за бойові дії. Ось одне із свідчень:
Завзяті бої в районі м. Тауроген вели війська 125-ї стрілецької дивізії. При підтримці артилерії вони відбивали атаки противника. Лише втративши значну кількість особового складу, дивізія була вимушена залишити місто. Відступали з боями. В них проявили мужність і відвагу воїни-українці. Так, помічник командира взводу 657 го стрілецького полку цієї дивізії, уродженець с. Чайківка Потіївського (нині Радомишльського) району Житомирської області сержант В. О. Романчук, зайнявши зручну позицію, сам стримував навальні атаки противника доти, поки рота не перейшла на новий вогневий рубіж. І в наступних боях він діяв рішуче. Тримаючи оборону в районі м. Тарту, влучних ударів ворогові завдав взвод під командуванням В. О. Романчука, який під час оточення зумів організувати прорив ворожого кільця й врятувати воїнів від полону. Він був нагороджений орденом Червоного Прапора
У післявоєнні роки проходила відбудова села, молодь за квотами забирали до великих міст відбудовувати заводи. Жінки стали основним генофондом, що тримав на собі відбудову колгоспів. І тільки в 1960−1970 роках рівень сільськогосподарської продукції почав відповідати планам поставки, що були нав'язані керівництвом району.
В останні роки радянської влади село мало велике господарство. Окрім вирощування пшениці, картоплі, льону, хмелю в колгоспі була велика ферма по відгодівлі свиней. В селі були свої передовики сільського господарства, орденоносці. На сучасний стан село обезлюдніло. Після Чорнобильської аварії багато людей вимерло, молодь роз'їхалась, село опустіло і багато садиб позаростало чагарниками, будівлі розпадаються. Землю в Чайківці на даний момент орендує однойменне приватне підприємство «ЧАЙКІВКА», яке докладає чимало зусиль для того щоб витягти село з того скрутного становище в якому воно опинилось після усіх криз останніх десятиліть.
Яка перспектива села Чайківки невідомо?
Маємо надію, що не така, як тисяч закинутих і забутих сіл по всій Україні.
Вірні та справедливі реформи, які повинні працювати на користь людей та держави — це той шлях, який приведе до якісних змін в селі під красивим йменням Чайківка.

## Відомі люди
- Томашевський Василь Григорович — український архітектор, художник, скульптор в Канаді.
- Грищенко Микола Дмитрович — вчитель історії Чайківської середньої школи, ветеран Німецько-радянської війни.